# Мар'їно-2
Ма́р'їно-2 (рос. Марьино-2) — присілок у складі Богородського міського округу Московської області, Росія.
Стара назва — Мар'їно 2-е.

## Населення
Населення — 16 осіб (2010; 17 у 2002).
Національний склад (станом на 2002 рік):
- росіяни — 100 %